# Звёздное лето
«Звёздное лето» — советский детский фильм 1978 года, снятый на киностудии «Арменфильм» режиссёром Левоном Григоряном.
На XII-ом Всесоюзном кинофестивале фильм получил приз жюри как «добрый и весёлый фильм, утверждающий интернациональную дружбу детей».

## Сюжет
Из пионерского лагеря в Армении убежали несколько ребят. Они решили познакомить своего нового друга французского мальчика Даниэля с достопримечательностями республики. История их приключений, приобщения к древней культуре и традициям Армении составляет содержание фильма.— журнал «Вожатый», 1982
Французский астрофизик приезжает в СССР, чтобы работать в Бюраканской обсерватории, с собой он берёт и сына Даниэля, который, пока отец проводит исследования, отдыхает в местном пионерском лагере, где у него появляются много новых друзей, которые рассказывают ему о красотах Армении. 
Даниэль, думая, что проведя всё время в лагере он ничего не узнает о загадочной Армении и ему нечего будет рассказать его французским друзьям в Париже, решает самостоятельно изучить её достопримечательности.
Ранним утром Даниэль и его новые друзья Армен и Надя сбегают из пионерского лагеря. 
В погоню за беглецами устремляются их пионервожатая и физрук пионерлагеря Аршак.
Детей и взрослых ожидает масса приключений и забавных ситуаций… Ребят не так-то просто догнать, они, переплыв на катере озеро Севан, «зайцами» на поезде отправляются в Ереван. Друзья гуляют по городу, забираются на крышу многоэтажки, откуда открывается панорама армянской столицы. Здесь наконец-то их и настигает Аршак.
В конце отец Даниэля ведёт пионеров в обсерваторию, где через огромный телескоп они созерцают космос, а неугомонная троица рассуждает, что надо будет изучить и его красоты.

## В ролях
- Артур Вартанян — Армен
- Алёна Егорова — Надя
- Армен Мноян — Даниеэль
- Карен Манучарян — Карен
- Леонард Саркисов — Аршак, физрук пионерлагеря
- Армен Айвазян — Вартан
- Карина Саркисян — Анаид
- Левон Шарафян — Сурен
- Мигран Кечоглян — Морис
- Грачья Костанян — Ишхан
- Анаида Кешкекян — Гаяне
- Артуш Гедакян — тракторист
- Хачик Назаретян — шофер
- Азат Шеренц — повар
- Елена Оганесян — эпизод
- Верджалуйс Мириджанян — эпизод
- и другие.

## Песни в фильме
По просьбе режиссёра специально для фильма Аллой Пугачёвой на стихи Ильи Резника были созданы песни - «Звёздное лето" - ставшая темой фильма, «Папа купил автомобиль» и «Три желания», через год вошедшие в её альбом «Поднимись над суетой!», став всесозюными хитами (фильм вышел на экран в мае 1979 года, песню звучали всё лето по радио, а альбом вышел в ноябре 1980 года).